# Hrabstwo Butte (Kalifornia)
Hrabstwo Butte (ang. Butte County) – hrabstwo w stanie Kalifornia w Stanach Zjednoczonych. Obszar całkowity hrabstwa obejmuje powierzchnię 1677,11 mil² (4343,69 km²). Według szacunków United States Census Bureau w roku 2009 miało 220 577 mieszkańców.
Hrabstwo powstało w 1850 roku. Pożar z listopada 2018, był najtragiczniejszym i najbardziej niszczycielskim pożarem w historii Kalifornii. Spowodował 86 zgonów, zniszczył 18 tys. budynków, zmusił do przesiedlenia ponad 50 tys. osób i pochłonął ponad 153 tys. akrów. 

## Miejscowości
- Biggs
- Chico
- Gridley
- Oroville
- Paradise[5].

## CDP
- Bangor
- Berry Creek
- Butte Creek Canyon
- Butte Meadows
- Butte Valley
- Cherokee
- Clipper Mills
- Cohasset
- Concow
- Durham
- Forbestown
- Forest Ranch
- Palermo
- Oroville East
- Nord
- Magalia
- Kelly Ridge
- Honcut
- Rackerby
- Richvale
- Robinson Mill
- South Oroville
- Stirling City
- Thermalito
- Yankee Hill